# Matthias Sammer
Matthias Sammer (Dresden, 5 de setembro de 1967), é um treinador de futebol e ex-futebolista alemão que atuava como líbero.
Um dos grandes nomes do futebol alemão nos anos 90, era conhecido como "cabeça de fósforo" em virtude de seus cabelos ruivos. Sammer jogou pouco mais de 10 anos, encerrando a carreira precocemente devido a lesões. É considerado, ao lado de Ulf Kirsten, o melhor jogador da Seleção Alemã-Oriental que atuou pela Seleção Alemã reunificada.

## Carreira em clubes

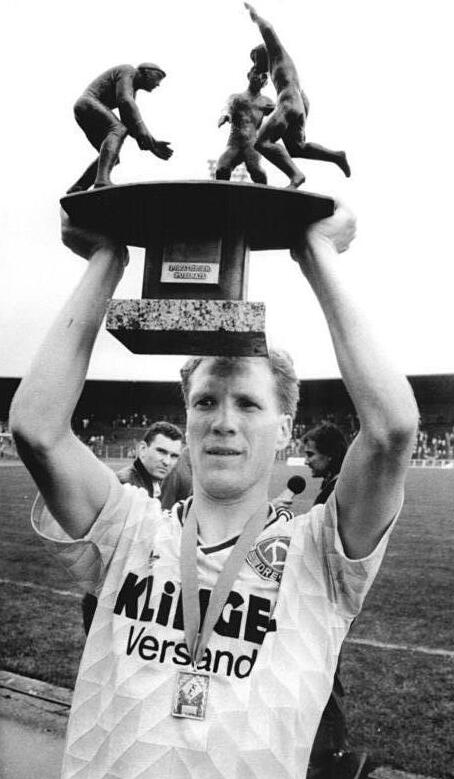
Sammer levanta o troféu da Copa da Alemanha Oriental, vencida pelo Dynamo Dresden em 1990.

Iniciou a carreira no Dynamo Dresden, em 1985, conquistando os campeonatos alemães-orientais de 1988/1989 e 1989/1990. A temporada 1988/89 ficou marcada também pela boa campanha do time na Copa da UEFA, parando nas semifinais frente aos alemães-ocidentais do Stuttgart. Já a de 1989/90 foi completada com um título também na Copa da Alemanha Oriental. Sammer, naquela altura, já era o capitão e principal nome da Seleção Alemã-Oriental.
Em 1990, ainda antes da reunificação das Ligas Alemãs (a alemã-oriental perdurou até a temporada 1990/91), o Dínamo não teve como manter suas principais estrelas. Mesmo com as ligas ainda não-reunificadas, a abertura política da moribunda Alemanha Oriental permitiu que ele e o colega Ulf Kirsten fossem negociados com equipes da Bundesliga.
Sammer foi então adquirido pelo Stuttgart, onde receberia um salário trinta vezes maior do que o que recebia no Dínamo. E ali, seria campeão do primeiro campeonato alemão reunificado, em 1991/92.
O título chamou a atenção da Internazionale. O clube italiano havia acabado de desfazer-se de seu trio alemão de sucesso: Lothar Matthäus, Andreas Brehme e Jürgen Klinsmann. Na Serie A de 1992/93, Sammer teve um bom desempenho nas primeiras partidas. Todavia, não conseguiu adaptar-se ao futebol na Velha Bota e decidiu voltar à Alemanha. Em janeiro de 1993, na janela de transferências de inverno, assinou com o Borussia Dortmund.
No clube aurinegro, o volante passou a jogar mais recuado, no esquema do técnico Ottmar Hitzfeld. Consolidando-se como líbero, faturou um bicampeonato na Bundes em 1994/95 e 1995/96, sendo ainda eleito o melhor jogador do país nas duas ocasiões. A temporada do bi alemão seria completada com o título na Eurocopa de 1996 e Sammer recebeu a Bola de Ouro como melhor jogador do mundo.
Após a brilhante temporada de 1995/96, Sammer realizou a edição seguinte marcado por lesões. O Borussia sentiu e na longa Bundesliga, o título ficou com o rival Bayern de Munique. No ritmo mais acelerado da Liga dos Campeões da UEFA, o clube se dava melhor e chegou à final. Na decisão, contra a favorita Juventus, detentora do título, os alemães venceram por 3–1 e Sammer, como capitão do Borussia, ergueu o primeiro e único troféu do clube.
O prestigiado troféu marcaria um fecho glorioso, mas precoce para a carreira de Sammer. Ele mal atuou na temporada 1997/98, deixando de participar inclusive do Mundial Interclubes. Às vésperas da Copa de 1998, na qual era praticamente certa a sua convocação (apesar dos problemas físicos), decidiu encerrar a carreira, ainda aos 31 anos.

## Seleção

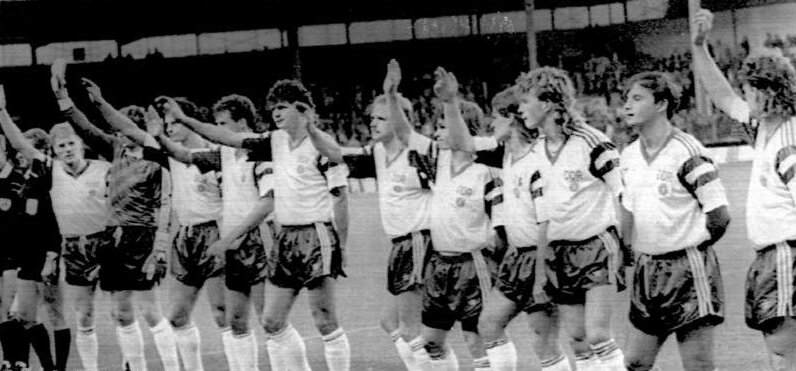
O último jogo da Alemanha Oriental, terminado em vitória por 2–0 sobre a Bélgica em Bruxelas. Sammer, que marcou os dois gols, é o primeiro jogador à esquerda, ao lado dos árbitros.

Sammer realizou sua primeira partida pela Alemanha Oriental principal em 1986. Pela sub-19, naquele ano, foi campeão europeu na categoria. No ano de 1987, no mundial sub-20, levou o país ao terceiro lugar, perdendo a vaga na final para os futuros campeões da Iugoslávia. Pela principal, tentou em vão classificá-la para a Copa de 1990. Na última rodada, a Alemanha Oriental duelou pela vaga em um confronto direto fora de casa contra a Áustria, que levou a melhor.
Ao longo de 1990, enquanto a Alemanha Ocidental faturava seu tricampeonato na Copa, a vizinha Oriental pôde apenas jogar amistosos. A última partida foi um deles, em setembro, um jogo contra a Bélgica, em Bruxelas. A RDA ganhou por 2–0, com dois gols de Sammer.
Pouco mais de 3 meses depois, em dezembro,[carece de fontes?] Sammer já vestia o uniforme da nova e reunificada Seleção Alemã, pela qual foi o primeiro ex-alemão-oriental a defender.
A Alemanha disputaria seu primeiro torneio como nação reunificada na Eurocopa de 1992. O meio-campo da Mannschaft encontrava-se desfalcado: Klaus Augenthaler e Pierre Littbarski haviam-se aposentado da seleção após a Copa de 1990 e Lothar Matthäus e Rudi Völler estavam machucados. Matthäus, inclusive, nem foi convocado. Sammer, que era um dos 3 alemães-orientais que integraram o elenco (juntamente com o atacante Andreas Thom e o meia Thomas Doll), foi muito bem e logo tomou conta do setor. Os alemães fizeram um bom torneio, eliminando com sobras nas semifinais os donos da casa, os suecos. Porém, caíram na final contra outra equipe nórdica, a Dinamarca.
Dois anos depois, finalmente pôde disputar sua primeira Copa. Detentora do título, a Alemanha foi à Copa de 1994 determinada a mantê-lo e Sammer,[carece de fontes?] realizou um grande mundial, sendo um dos 2 únicos orientais do elenco (o outro foi o atacante Ulf Kirsten),
considerado o melhor jogador do torneio. Para a surpresa geral, o país foi eliminado nas quartas-de-final, por 1–2, para a Bulgária, após sair na frente do placar. Coincidência ou não, justo naquela partida Sammer, lesionado, não pôde atuar.
Outros dois anos se passaram e ele, agora um líbero, foi chamado para a Eurocopa de 1996. Matthäus, que desempenhava a mesma função, não pôde ser chamado em virtude de nova lesão e Sammer não teve problemas em assegurar sua vaga na posição. Além disso, vinha credenciado com um bicampeonato alemão pelo Borussia Dortmund. No torneio, manteve o alto nível e foi o melhor jogador da Euro, cobrindo bem a defesa e ainda marcando dois gols na campanha, além de anular os anfitriões (e rivais) ingleses nas semifinais. Sua já excelente temporada 1995/96 terminou coroada com o título, o primeiro da Alemanha pós-reunificação.
Comparado a Franz Beckenbauer, Sammer viveu o auge da carreira na Euro e muito em função do torneio receberia a Bola de Ouro da France Football. Sua brilhante trajetória na Seleção Alemã, no entanto, seria freada pelas lesões. Depois da Euro 96, realizou apenas mais quatro partidas pela Alemanha, mal atuando nas eliminatórias para a Copa de 1998.[carece de fontes?] Ainda assim, era considerado presença certa no torneio, ao menos entre os reservas. Sua prematura aposentadoria acabou lhe tirando do time que foi à França, deixando o caminho livre para que Matthäus, já com 37 anos e com quem vivia concorrência bastante ríspida na Seleção, pudesse jogar sua quinta Copa.

## Pós-aposentadoria
Em 2000, assumiu o cargo de treinador do Dortmund, substituindo Udo Lattek. Em 2002, conquistou o Campeonato Alemão e o vice na Copa da UEFA. Depois, assumiu o Stuttgart em 2005, naquele que viria a ser o último trabalho de Sammer no banco de reservas.
Em abril de 2006, assumiu o cargo de diretor técnico da Federação Alemã de Futebol (DFB). Seu nome chegou a ser cotado para treinar a Seleção Japonesa no lugar de Zico, mas ele não aceitou tal cargo.
O Bayern de Munique anunciou, em 1 de julho, a contratação de Matthias Sammer para o cargo de diretor esportivo da equipe, substituindo Christian Nerlinger.

## Títulos
Dynamo Dresden
- DDR-Oberliga: 1988–89, 1989–90
- Copa da Alemanha Oriental: 1989-90

VfB Stuttgart
- Bundesliga: 1991–92

Borussia Dortmund
- Bundesliga: 1994–95, 1995–96
- Supercopa da Alemanha: 1995, 1996
- Liga dos Campeões da UEFA: 1996–97

Seleção Alemã
- US Cup:  1993
- Campeonato Europeu da UEFA: 1996

### Individuais
- Seleção da Bundesliga: 1990-91, 1991-92, 1994-95 e 1995-96
- Seleção do ano da European Sports Media: 1994-95
- Jogador alemão do ano: 1995 e 1996
- Melhor líbero do ano da Bundesliga pela revista Kicker: 1995 e 1996
- Melhor meio-campista do ano da Bundesliga pela revista Kicker: 1993
- Melhor jogador da Eurocopa: 1996
- Seleção da Eurocopa: 1996
- 3º melhor jogador da Europa pela Revista Onze Mondial (Onze de Bronze): 1996
- Melhor jogador do Mundo (Ballon d'Or): 1996
- World Soccer: Os 100 Maiores Jogadores de Futebol de Todos os Tempos (91ª colocado)